# Dawn French
Dawn French, född 11 oktober 1957 i Holyhead, Wales, är en brittisk skådespelare, komiker och författare som ofta samarbetat med Jennifer Saunders. Tillsammans har de bland annat skrivit manuset till succéserien Helt hysteriskt. De har också medverkat i barnserien Sagor för stora barn (The Storyteller).
Hon spelar den tjocka damen i Harry Potter och fången från Azkaban och har även rollen som fru Bäver i Berättelsen om Narnia: Häxan och lejonet. Hon spelar även Geraldine Granger i TV-serien Ett Herrans liv.
Mellan 1984 och 2010 var hon gift med komikern Lenny Henry. Tillsammans har de en adoptivdotter, Billie.

## Filmografi
- LarkRise to Candleford - TV serie
- The Comic Strip TV-serie (1981)
- Hemma värst TV-serie (1982-1984)
- Girls On Top (1985-1986)
- Eat the Rich (1987)
- French & Saunders TV-serie (1988)
- Helt hysteriskt TV-serie (1992)
- Murder Most Horrid TV-serie (1991-1999)
- Sex & Chocolate TV-show (1997)
- Let Them Eat Cake TV-show (1999)
- Ted and Alice TV-show (2002)
- Wild West (2002-2004)
- Harry Potter och fången från Azkaban (2004)
- Ett herrans liv TV-serie (1994-2007)
- Berättelsen om Narnia: Häxan och lejonet (2005)
- Marple: Sleeping Murder TV-serie (2005)
- Jam and Jerusalem TV-serie (2006)
- Dawn French's Girls Who Do Comedy 3-delad TV-serie (2006)
- Little Britain Abroad TV-serie (2006)
- High Table TV-serie (2007)
- The Meaning of Life TV-show (2007)
- Coraline och spegelns hemlighet (2009)
- 2016 – Delicious (TV-serie)

- 2023 – Trollkarlens elefant (röst)